# Дугай, Ивет
Ивет Дугай (англ. Yvette Duguay, иногда англ. Yvette Dugay), имя при рождении Одри Л. Пёрлман (англ. Audrey L. Pearlman; 24 июня 1932, Марсель — 14 октября 1986, Лос-Анджелес, Калифорния) — американская актриса 1940—1950-х годов.
Дугай начала кинокарьеру в 9-летнем возрасте как актёр-ребёнок, сыграв в таких фильмах, как «Квартал Тортилья-флэт» (1942) и «Али-Баба и сорок разбойников» (1944). Среди наиболее известных фильмов актрисы во взрослом возрасте —         «Народ против О’Хары» (1951), «Симаррон Кид» (1952), «Фрэнсис пишет о большом городе» (1953), «Королева скота из Монтаны» (1954), «Шанхайская история» (1954) и «Домино Кид» (1957).

## Ранние годы и начало карьеры
Ивет Дугай, имя при рождении Одри Л. Пёрлман, родилась 24 июня 1932 года в Марселе (вместе с тем в газете The Ottawa Journal указано, что «согласно документам, она родилась в Патерсоне, Нью-Джерси») в семье виноторговцев. Когда она была ещё грудным ребёнком, семья переехала в Патерсон, Нью-Джерси.
В конце 1932 года в 5-6-месячном возрасте она уже позировала в рекламе детского талька. В 1934 году в возрасте 2 лет она дебютировала в Нью-Йорке в кино. В 1939 году в возрасте 7 лет она дебютировала на Бродвее с Уолтером Хьюстоном. В том же году она выступала в концертной программе с группой известных певцов в нью-йоркском зале «Карнеги-холл», позднее отправилась с ними на гастроли, где пела и танцевала. В районе 1940 года в возрасте 8 лет родители перевезли её в Голливуд.

## Карьера в кинематографе
Начав кинокарьеру в 1941 году в возрасте 9 лет с семейной музыкальной комедии «Шоколадный солдатик» (1941), в течение последующих пяти лет Дугай успела сыграть детские роли в девяти фильмах, наиболее значимые среди которых — комедия по Джону Стейнбеку «Квартал Тортилья-флэт» (1942) и фильм-сказка «Али-Баба и сорок разбойников» (1944). В последней ленте главную героиню, дочь принца Кассима, играла Мария Монтес, а Дугай играла её в детском возрасте, когда она обручается с Али на крови. К этому времени она уже фигурирует как Ивет Дугай.
В 1951 году Дугай прошла пробы на киностудии Universal-International на роль в фильме «Симаррон Кид». 1 июля 1951 года, поскольку ей было всего 19 лет, Дугай получила согласие суда на подписание контракта с Universal-International. Она заявила судье, что хотя по закону её зовут Одри Пёрлман, она с детских лет использует профессиональный псевдоним Ивет Дугай.
Во взрослом возрасте Дугай впервые появилась на экране в биографическом музыкальном фильме «Великий Карузо» (1951), где сыграла юную возлюбленную будущего великого певца, которую тот оставляет в Неаполе. В том же году в фильме нуар «Народ против О’Хары» (1951) актриса сыграла важную роль Катрины Ланзетты, молодой шикарной жены гангстера, которая заводит роман с простым молодым парнем. Парня обвиняют в ограблении и убийстве, однако он не может предоставить алиби, так как в этот момент был с Катриной. Однако адвокату, расследующему дело (Спенсер Трейси) удаётся найти и разговорить Катрину, которая, рискуя жизнью, подтверждает алиби своего любовника, а также даёт свидетельские показания, помогающие вычислить истинных преступников.
В вестерне «Симаррон Кид» (1952) с Оди Мёрфи в заглавной роли речь шла о серии вооружённых ограблений, совершённых его бандой. Одним из видных членов банды была Роза Симаррона, роль которой исполнила Дугай. В фильме «Гайавата» (1952), в основу которого положена эпическая поэма Генри Лонгфелло, Дугай сыграла роль Миннегаги, возлюбленной заглавного героя (его роль исполнил Винс Эдвардс).
В 1952 году Дугай выступала перед американскими солдатами в Корее, а в июле 1953 года в Лонг-Бич навещала военнослужащих, раненых на Корейской войне.
В комедии «Фрэнсис освещает большой город» (1953), четвёртом фильме из серии картин про говорящего мула по имени Фрэнсис, его хозяин бывший армейский офицер Питер Стерлинг (Дональд О’Коннор) получает работу в газете, быстро добиваясь успеха, благодаря информации, которую Фрэнсис получает от полицейских лошадей. В этом фильме Дугай сыграла главную женскую роль Марии Сколы, соседки Питера и дочери владельца продуктовой лавки, которая влюблена в Питера. Френсис, который сочувствует Марии, помогает устроить её отношения с Питером.
В вестерне «Королева скота из Монтаны» (1954) с Барбарой Стэнвик и Рональдом Рейганом в главных ролях Дугай сыграла «хорошую» индейскую девушку, а в боксёрской драме «Чемпион Теннесси» (1954) была невестой перспективного боксёра, который становится священником. В криминальной драме «Шанхайская история» (1954) с участием Рут Роман и Эдмонда О’Брайена, действие которой происходит в послевоенное время, власти Китайской народной республики собирают в одном из фешенебельных отелей Шанхая группу западных людей, пытаясь выявить среди них шпиона. Дугай играет роль одной из постоялиц гостиницы, новобрачной, которую пытается изнасиловать китайский майор, однако начальник местной полиции спасает её и её мужа от расправы. В 1957 году Дугай сыграла свою последнюю роль в кино в вестерне «Домино Кид» (1957), выступив в роли страстной и энергичной хозяйки бара в мексиканском городке вскоре после окончания Гражданской войны.

## Карьера на телевидении
В период с 1952 по 1960 год Дугай сыграла гостевые роли в 22 телесериалах, среди них «Приключения Супермена» (1953), «Общественный защитник» (1954), «Шоу Боба Каммингса» (1955), «Одинокий рейнджер» (1955), «Жизнь и житие Уайатта Эрпа» (1955), «Граф Монте-Кристо» (1956), «Выбор народа» (1957), «Преследование» (1958), «Маверик» (1958), «Зорро» (1958), «Бронко» (1959) и «Шайенн» (1960). В 1960 году после появления в эпизоде сериала «Шайенн», Дугай ушла из актёрской профессии.

## Актёрское амплуа и оценка творчества
По словам историка кино Ханса Воллстейна, Дугай начинала как «актриса-ребёнок с экзотической внешностью, став одной из немногих в этом амплуа, у кого сложилась карьера и во взрослом возрасте». Как было отмечено в газете The Ottawa Journal, Дугай «начала играть в шесть месяцев, и продолжила карьеру во взрослом возрасте, став одной из немногих актрис-детей, сделавших успешную карьеру во взрослом возрасте». The Courier-Gazette написал, что «с ранних лет Дугай брали на роли молодых героинь экзотической наружности»
Хотя во взрослом возрасте Дугай так и не удалось выйти на звёздный уровень, тем не менее режиссёр Артур Любин однажды описал её как «редкую актрису с бездонным колодцем эмоций».

## Личная жизнь
Дугай была замужем трижды. Во второй половине 1950-х годов она вышла замуж за Хэла Пэйсса, в браке с которым родилось 3 детей: Уильям С. родился в 1958 году, Мадлен Дж. — в 1962 году и Мэтью Д. — в 1964 году. В 1966 году Дугай и Пэйсс развелись.
С 1967 года по 1972 год её мужем был Джон Ф. Шили, а с 1983 года вплоть до своей смерти в 1986 году она была замужем за Робертом С. Андерсоном.

## Смерть
Ивет Дугай умерла 14 октября 1986 года в Марина дель Рей, Калифорния, в возрасте 54 лет от рака мочевого пузыря.

## Фильмография
| Год  |   | Русское название                             | Оригинальное название             | Роль                                           |
| ---- | - | -------------------------------------------- | --------------------------------- | ---------------------------------------------- |
| 1941 | ф | Шоколадный солдатик                          | The Chocolate Soldier             | поющая девочка (в титрах не указана)           |
| 1942 | ф | Квартал Тортилья-флэт                        | Tortilla Flat                     | маленькая девочка (в титрах не указана)        |
| 1942 | ф | Великое перевоплощение                       | The Great Impersonation           | французский ребёнок (в титрах не указана)      |
| 1943 | ф | Криминальное расследование доктора Джиллиспи | Dr. Gillespie's Criminal Case     | Эгги (в титрах не указана)                     |
| 1943 | ф | Песнь Техаса                                 | Song of Texas                     | Розетта (в титрах не указана)                  |
| 1944 | ф | Али-Баба и сорок разбойников                 | Ali Baba and the Forty Thieves    | Амара, девочка                                 |
| 1944 | ф | Пока мы не встретимся снова                  | Till We Meet Again                | сирота (в титрах не указана)                   |
| 1944 | ф | Райские дни                                  | Heavenly Days                     | Эмика, греческая девочка (в титрах не указана) |
| 1946 | ф | Зелёные годы                                 | The Green Years                   | дочь (в титрах не указана)                     |
| 1951 | ф | Великий Карузо                               | The Great Caruso                  | Мюзета Барретто                                |
| 1951 | ф | Народ против О’Хары                          | The People Against O'Hara         | миссис Катрина Лацетта                         |
| 1952 | ф | Симаррон Кид                                 | The Cimarron Kid                  | Симаррон Роуз                                  |
| 1952 | ф | Гайавата                                     | Hiawatha                          | Миннехаха                                      |
| 1952 | с | Театр «Армстронг»                            | Armstrong Circle Theatre          | (1 эпизод)                                     |
| 1953 | ф | Френсис в большом городе                     | Francis Covers the Big Town       | Мариа Скола                                    |
| 1953 | с | Приключения Супермена                        | Adventures of Superman            | Элейн (1 эпизод)                               |
| 1954 | ф | Чемпион Теннесси                             | Tennessee Champ                   | Блоссом                                        |
| 1954 | ф | Шанхайская история                           | The Shanghai Story                | миссис Лиа Де Верно                            |
| 1954 | ф | Королева скота из Монтаны                    | Cattle Queen of Montana           | «Звёздный Свет», индианка                      |
| 1954 | с | Общественный защитник                        | Public Defender                   | Анна Мари Стелик (1 эпизод)                    |
| 1954 | с | Солдаты удачи                                | Soldiers of Fortune               | ЛеЛон (1 эпизод)                               |
| 1955 | с | Шоу Боба Каммингса                           | The Bob Cummings Show             | Лила (1 эпизод)                                |
| 1955 | с | Студия 57                                    | Studio 57                         | Лоис Ларю (1 эпизод)                           |
| 1955 | с | Одинокий рейнджер                            | The Lone Ranger                   | Талана (1 эпизод)                              |
| 1955 | с | Театр Деймона Раниона                        | Damon Runyon Theater              | Карлотта (1 эпизод)                            |
| 1955 | с | Жизнь и житие Уайатта Эрпа                   | The Life and Legend of Wyatt Earp | Лолита Райан (1 эпизод)                        |
| 1955 | с | Паспорт опасности                            | Passport to Danger                | (1 эпизод)                                     |
| 1956 | с | Телевизионный театр «Форда»                  | The Ford Television Theatre       | Андреа Гатара (1 эпизод)                       |
| 1956 | с | Приключения Джима Боуи                       | The Adventures of Jim Bowie       | Аннетт Лепри (1 эпизод)                        |
| 1956 | с | Граф Монте-Кристо                            | The Count of Monte Cristo         | Мари (1 эпизод)                                |
| 1957 | ф | Домино Кид                                   | Domino Kid                        | Розита                                         |
| 1957 | с | Конфликт                                     | Conflict                          | (1 эпизод)                                     |
| 1957 | с | Мальчик из цирка                             | Circus Boy                        | Мария Гаэтано (1 эпизод)                       |
| 1957 | с | Выбор народа                                 | The People's Choice               | Роза (1 эпизод)                                |
| 1958 | с | Преследование                                | Pursuit                           | (1 эпизод)                                     |
| 1958 | с | Маверик                                      | Maverick                          | Ракель Моралес (1 эпизод)                      |
| 1958 | с | Зорро                                        | Zorro                             | Милана дель Кармен (1 эпизод)                  |
| 1959 | с | Бронко                                       | Bronco                            | Моначита (1 эпизод)                            |
| 1959 | с | Приграничный доктор                          | Frontier Doctor                   | (1 эпизод)                                     |
| 1960 | с | Шайенн                                       | Cheyenne                          | одинокая женщина (2 эпизода)                   |